# 張琨
張琨（ちょう こん、Kun Chang、1917年12月17日 - 2017年4月3日）は、中国出身のアメリカ合衆国の言語学者。チベット語や中国語の研究で知られる。

## 経歴
1917年、河南省開封で生まれた。1938年に清華大学の中文系を卒業。中央研究院歴史語言研究所の助理研究員となり、雲南省・四川省・貴州省で李方桂とともにフィールドワークを行った。
戦後の1947年にイェール大学に留学して言語学を学び、仏教混交サンスクリットの研究で1955年に博士号を得た（フランクリン・エジャートンの指導）。エジャートンは『仏教混交サンスクリット文法および辞典』(1953)の中で張琨のことを「my very able pupil」と呼んでいる。
1951年に李方桂のいるワシントン大学で中国語の講師の職を得た（1957年準教授、1963年教授に昇進）。当時タレル・ワイリーによってワシントン大学に招かれていた亡命チベット人のゲシェー・ノーナンについて、妻のベティ・シェフツとともにチベット語の口語文法を研究した。1963年、カリフォルニア大学バークレー校に移った。1987年に大学を退官。

## 研究内容・業績
中国語、チベット語のほかにミャオ・ヤオ語、ギャロン語などの研究がある。

## 主な著作
- A Comparative Study of the Kaṭhinavastu. Indo Iranian Monographs. I. Mouton. (1957)

仏教混交サンスクリットの研究。
- Manual of Spoken Tibetan (Lhasa dialect). University of Washington Press. (1964)

ベティ・シェフツと共著。チベット語口語文法。
- The Proto-Chinese Final System and the Ch'ieh-yün. 中央研究院歴史語言研究所. (1976)
- Spoken Tibetan Texts. 中央研究院歴史語言研究所. (1978-1980)

ベティ・シェフツと共著。チベット語口語の会話資料集。全4冊。